# 九燕山站
九燕山站是位于陕西省甘泉县劳山乡的一个铁路车站，邮政编码716102。车站建于1991年，有西延铁路经过该站，现仅办理货运业务，不办理客运业务，车站及其上下行区间均已电气化。车站距离新丰镇站294公里，隶属西安铁路局，是四等站。